# Heinrich Kraemer
Robert Heinrich Theodor Kraemer (né le 17 décembre 1842 à Kirchen et mort le 26 octobre 1907 dans la même ville) est maire et député du Reichstag. 

## Biographie
Kraemer étudie à l'école secondaire de Siegen, à l'Université de Berlin et à l'académie des mines de Leoben. Il apprend le métier de commerçant à Mönchengladbach dans une société minière. À partir de 1864, d'abord comme échevin, il dirige d'abord les affaires du bureau du maire rural de Kirchen. En 1877, il lance la création de la brigade de pompiers volontaires locale et en 1886, il est nommé maire. À partir de 1888, il est député de l'arrondissement d'Altenkirchen dans le Westerwald et à partir de 1897 membre du conseil de l'arrondissement. Il démissionne de ses fonctions de maire, greffier et procureur en 1897. 
De 1890 à 1907, il est député du Reichstag pour la 1re circonscription de Coblence (Wetzlar - Altenkirchen) avec le Parti national-libéral  et de 1898 à 1903 il est membre de la Chambre des représentants de Prusse, où il représente la 2e circonscription de Coblence (Altenkirchen - Neuwied). 
À Kirchen, l'administration municipale a son siège dans la Villa Kraemer et il y a une Heinrich-Kraemer-Straße. 